# Athanasia Tzanou
Athanasia Tzanou (griechisch Αθανασία Τζάνου; * 25. Juni 1971 in Athen) ist eine zeitgenössische griechische Komponistin für kammermusikalische und symphonische Werke.

## Leben
Tzanou studierte am Nationalen Konservatorium für Musik in Athen Klavier- und Komposition. Sie erwarb sich dort 1993 ihr Diplom. Von 1993 bis 1998 studierte sie Komposition bei Franco Donatoni am Conservatorio Giuseppe Verdi in Mailand, wo sie sich auch graduierte. Sie rundete ihre Ausbildung durch Meisterkurse und Workshops bei Brian Ferneyhough, Karlheinz Stockhausen und Bogusław Schaeffer ab.
2001 hat sie den Wolfgang-Amadeus-Mozart-Preis des Mozarteums Salzburg und den Johannes-Brahms-Preis in Hamburg erhalten, 2004 den Preis der Greek Critics Union of Drama and Music in Athen. 2006 erhielt sie den Förderpreis der Ernst von Siemens Musikstiftung in München.
Ihre Werke wurden auf verschiedenen Festivals und bei zeitgenössischen Musikkonzerten in verschiedenen internationalen Musikzentren aufgeführt.